# Strumigenys tigris
Strumigenys tigris  (лат.) — вид мелких земляных муравьёв из трибы Attini (ранее в Dacetini, подсемейство Myrmicinae). Эндемик Папуа — Новой Гвинеи с необычной контрастирующей «тигриной» окраской. Включён в «Лучшую двадцатку» видов из 1300, обнаруженных в результате нескольких экспедиций Международного общества сохранения природы (Conservation International) в рамках программы «Быстрого метода экспертных оценок» (RAP), которые она проводила по всему миру с 1990 года, отмечая 20-летний юбилей («Тигровый муравей»).

## Описание
Мелкие муравьи (около 2 мм) с сердцевидной головой, расширенной кзади. Выделяется среди почти тысячи видов своего Strumigenys своей необычной контрастирующей «тигриной» окраской: переднегрудка, клипеус и брюшко чёрные, а голова, ноги, средне- и заднегрудка жёлтые.
Мандибулы вытянуте тонкие (с несколькими зубцами, обычно 2-3 апикальных). Глаза на виде сверху почти не видны, так как скрыты в усиковых бороздках. Усики 6-члениковые. 

Стебелёк между грудкой и брюшком состоит из двух члеников: петиолюса и постпетиолюса (последний четко отделен от брюшка), жало развито, куколки голые (без кокона). Специализированные охотники на коллембол. Вид был впервые описан в 1971 году американским мирмекологом Уильямом Брауном (Brown William L. Jr., 1922—1997).